# Thabena diversa
Thabena diversa är en insektsart som först beskrevs av Melichar 1906.  Thabena diversa ingår i släktet Thabena och familjen sköldstritar. Inga underarter finns listade i Catalogue of Life.